# دارسي كيمارايس
دارسي كيمارايس هو منافس ألعاب قوى برازيلي، ولد في 19 أبريل 1915، وتوفي في 1981.

## وصلات خارجية
- دارسي كيمارايس على موقع أوليمبيديا (الإنجليزية)